# Кармина Бурана
 Тази статия е за кодекса „Кармина Бурана“.  За кантатата на Карл Орф вижте Кармина Бурана (Орф).  
Кармина Бурана (на латински: Carmina Burana) е ръкописен поетически сборник, известен също като Кодекс Буранус, Codex Buranus. Понастоящем се съхранява в Мюнхен. Самото наименование означава на латински „Песни от Бойерн“, по името на средновековния манастир Beuern (сега – Бенедиктбойерн) в Бавария, където ръкописът е намерен през 1803 г. Това е най-големият известен сборник с поезия на вагантите, или голиардите – средновековни странстващи поети, най-често от средите на духовенството или студентите. Съставен е в Южна Германия през 13 век и наброява над 200 стихотворения.
Ръкописът е написан през 1230 година от двама различни скриптори с ранноготически минускул върху 119 листа пергамент. Някои стихотворения са приложени през 14 век на отделни листове пергамент с малко по-различен формат. Подвързани са в книга с формат „малко фолио“ (т.нар. Codex Buranus) през късното средновековие. Вследствие на това текстът е частично разместен, като се предполага, че има и частични загуби. Ръкописът съдържа осем книжни миниатюри: „Rota Fortunae“ („Колелото на съдбата“), илюстрация към песни 14 – 18, която поради допусната при подвързването грешка е сложена за фронтиспис; Фантастичната гора; Влюбена двойка; сцени от историята за Дидона и Еней; сцена от пир; три сцени на игра: зарове, табла и шахмат.
Първоначално се е смятало, че ръкописът е възникнал там, където е намерен, – в манастира Бойерн. По-новите проучвания установяват от една страна по диалекта на среднонемския език, че ръкописът е възникнал в баварската езикова област, а от друга страна по характерните предимно за Италия особености на шрифта, че се касае за най-южната ѝ част. Днес съществуват две хипотези за мястото на възникване на ръкописа. Първото предположение е за епископството в Зекау в областта Щайермарк (днес в Южна Австрия); основание за това предположение дава фактът, че в песен 6* на приложението се споменава епископ Хайнрих, управлявал това епископство през 1232 – 1243, вероятен възложител на ръкописа; тази хипотеза се подкрепя от споменаването на Щайермарк преди Бавария, Саксония и Австрия при едно изброяване в песен 219, както и от няколкото химна за възхвала на света Екатерина Александрийска, чийто култ е популярен именно в Зекау. Другото предположение е за манастира Нойщифт край Бриксен в Южен Тирол (Северна Италия); основание за това предположение дава предимно светския характер на сборника, характерен за ръкописите на августинците, към който орден принадлежи този манастир; освен това в песен 95 се споменава Briciavvia (латинското название на Бриксен). Въпросът за произхода на „Кармина Бурана“ и до днес не е решен. Също не е ясен пътят на ръкописа до бенедиктинците от манастира Бойерн.
Повечето от стихотворенията са на латински език, някои на среднонемски диалект, със заемки от старофренски. По това време латинският е езикът, на който са си общували студентите и теолозите от цяла Западна Европа, но аналогични стихове има и на съответните национални езици. В сборника влизат съчиненията на няколко различни поети, като Петер от Блуа, Валтер Шатильонски, както и на значимия безименен поет-вагант, известен с прозвището Архипиит.
Колекцията е разделена на шест части:
- Песни (carmina) на религиозни теми
- Песни морални и сатирични
- Песни любовни (любовна лирика)
- Песни за маса, за хазарт и пародии
- Луди (ludi, буквално „игри“; религиозни пиеси)
- Допълнения (вариации на песни с други текстове)
- Текстовете от първата част, религиозната, се считат за изгубени.

За авторите на текстовете не се знае почти нищо. Само някои текстове се припознават от изследователите като съчинения на конкретни автори, например Дитрих фон Аист (починал около 1150), Уго от Орлеан (починал около 1160), германските минезингери Хайнрих фон Морунген (починал 1222) и Валтер фон дер Фогелвайде (починал 1228). Единствените подписани строфи са тези на Дер Марнер, известен странстващ поет и певец, живял в Швабия през 13. век; те се намират в началото на кодекса. Голям брой стихове принадлежат на антични поети: Овидий, Хораций, Ювенал. Две трети от текстовете обаче са запазени до наши дни само в този сборник. Това са най-вероятно текстове на голиарди и ваганди, странстващи между различни европейски университети студенти по теология или клирици без енории. Те били принудени да просят препитанието си, което вероятно е причината за това, че по-голямата част от „моралните“ песни осмиват именно скъперничеството. Авторите демонстрират добро познаване на античната митология, от която заимстват много метонимии и алегории, безпроблемно комбинирани с цитати от Библията: например в песен 194 се споменава Лией (едно от имената на Дионисий) редом до сватбата в Кана, на която Иссус Христос от Назарет превръща водата във вино. Но ръкописът не е предназначен за четене от странстващи студенти, а като забава и развлечение на хора с теологическо и класическо образование. Академично-клерикалната среда на авторите на Carmina Burana белязва различието с дворцово-рицарския жанр на минезанга; липсва и концепцията за високата нравствена стойност на сублимираната любов, характерна за творбите на минезингерите; за странстващите клирици любовта няма етична стойност, а е просто природна необходимост на младите.
През 1935 г. немският композитор Карл Орф написва музика за 24 от стихотворенията и произведението му също е наречено Carmina Burana.